# بيدرو هنريكي (لاعب كرة قدم مواليد 1996)
بيدرو هنريكي هو لاعب كرة قدم برازيلي في مركز الهجوم، ولد في 8 نوفمبر 1996 في غوياس في البرازيل يلعب في نادي خورفكان الإماراتي. لعب مع نادي أنابوليس ‏.

## وصلات خارجية
- بيدرو هنريكي (لاعب كرة قدم) على موقع قاعدة بيانات كرة القدم.إي يو (الإنجليزية)
- بيدرو هنريكي (لاعب كرة قدم) على موقع Soccerway.com (الإنجليزية)